# آی‌بی‌بی‌آی
آی بی بی آی (به انگلیسی: IBBI)، یک گروه برندینگ ساختمانی است که از اردیبهشت ۱۳۸۹ در تهران، ایران، فعالیت خود را آغاز کرد. این گروه، خدمات خود را به سازندگان، معماران، طراحان و صاحبان صنایع ساختمانی ارائه می‌کند. گروه آی‌بی‌بی‌آی از راه مشاوره، برگزاری نمایشگاه‌ها، تولید محتوای رسانه‌ای و جایزه‌های صنعتی، تعامل میان فعالان صنعت ساختمان را ایجاد می‌کند. این گروه، تحت مالکیت شرکت نشان‌های ماندگار مانا (سهامی‌خاص) با مجوز کانون آگهی و تبلیغات نشان‌های ماندگار از وزارت فرهنگ و ارشاد اسلامی ایران است. 
همچنین آی‌بی‌بی‌آی همایش‌ها، سمینارها و وبینارهای پرشماری برگزار کرده است که در آن‌ها موضوعات وابسته به صنعت ساختمان، بازار مسکن و مدیریت مالی بررسی شده است. این رویدادها شامل ۱۲ دورهٔ نمایشگاه‌های تخصصی صنعت ساختمان نیز می‌شوند که هر ساله با هدف معرفی پروژه‌ها، نوآوری‌ها و ایجاد تعامل میان فعالان این بخش، برگزار می‌گردد.